# Biblioteca pública municipal de Oporto
La Biblioteca pública municipal de Oporto (en portugués: Biblioteca Pública Municipal do Porto) es una biblioteca localizada en el inicio de la vía de D. João IV, frente al Jardín de São Lázaro, en la freguesia de Bonfim de la ciudad de Oporto, en Portugal.
Fue instituida el 9 de julio de 1833, por Pedro, duque de Braganza y refrendado por Cândido José Xavier, ministro secretario de Estado para negocios del reino.
La creación de la biblioteca tuvo por objetivo expresamente declarado celebrar el aniversario de la ciudad. Fue transformada en municipal, por determinación de la ley del 27 de enero de 1876, promulgada por Luis I.

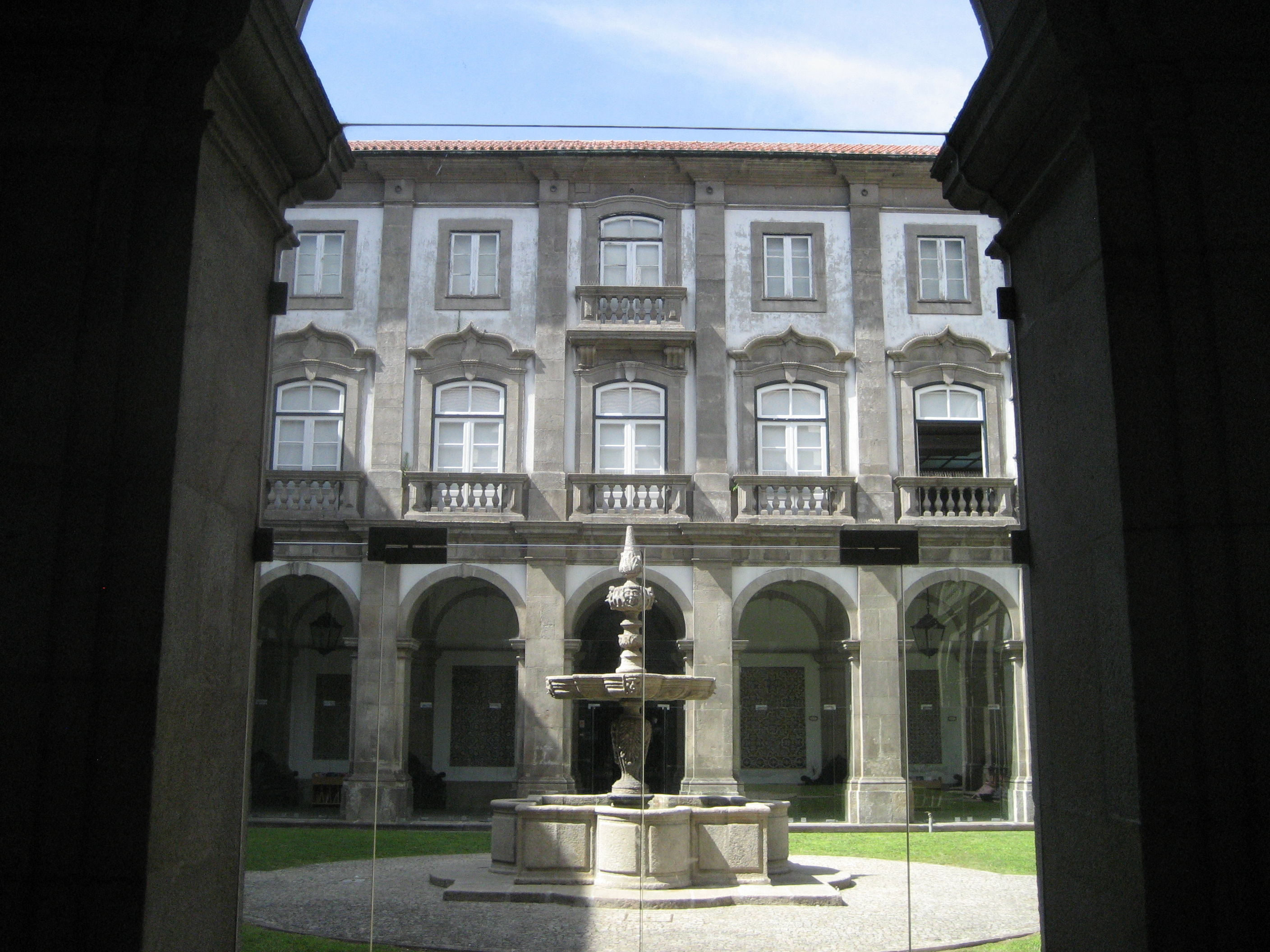
Patio
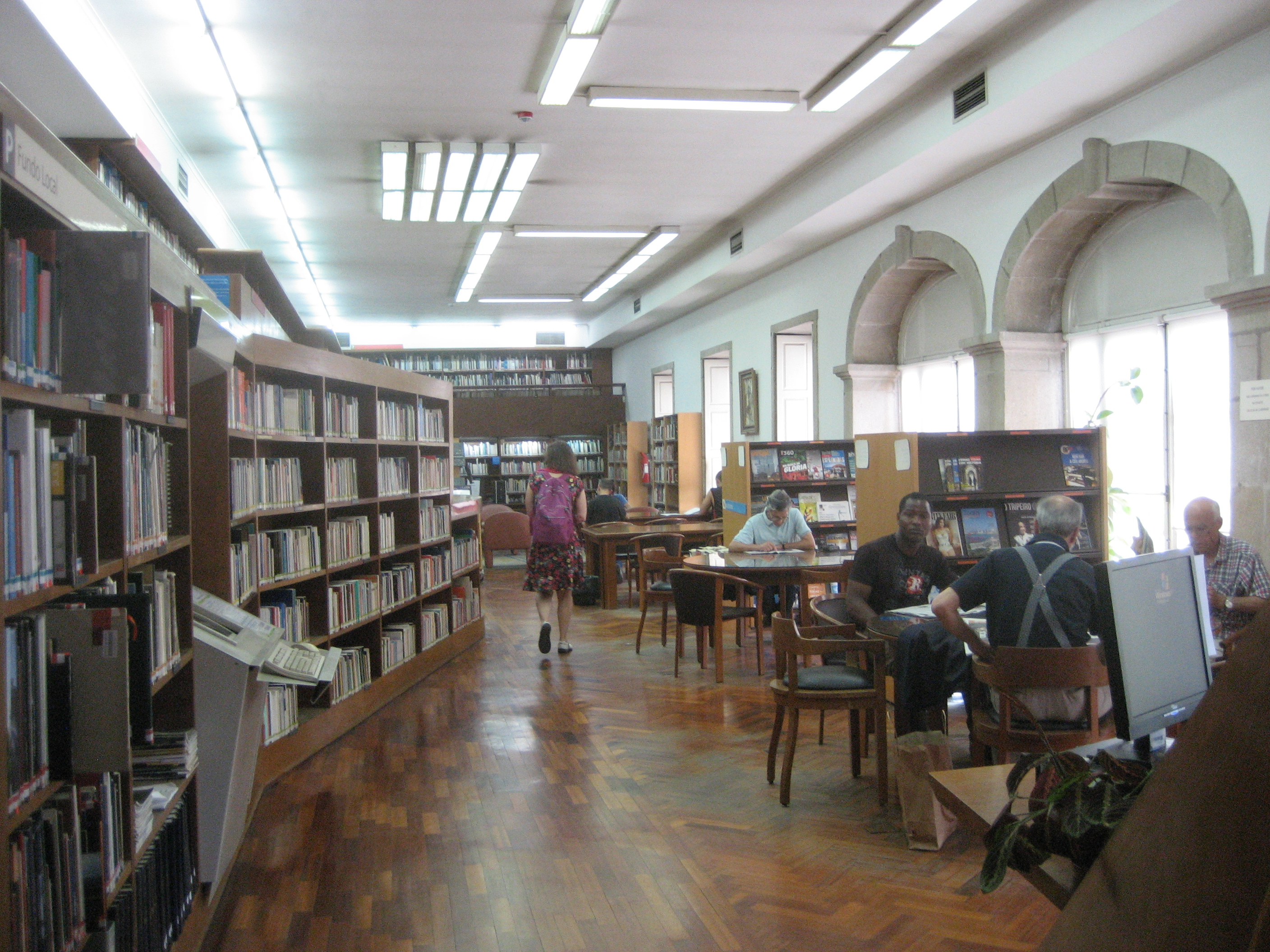
Interior
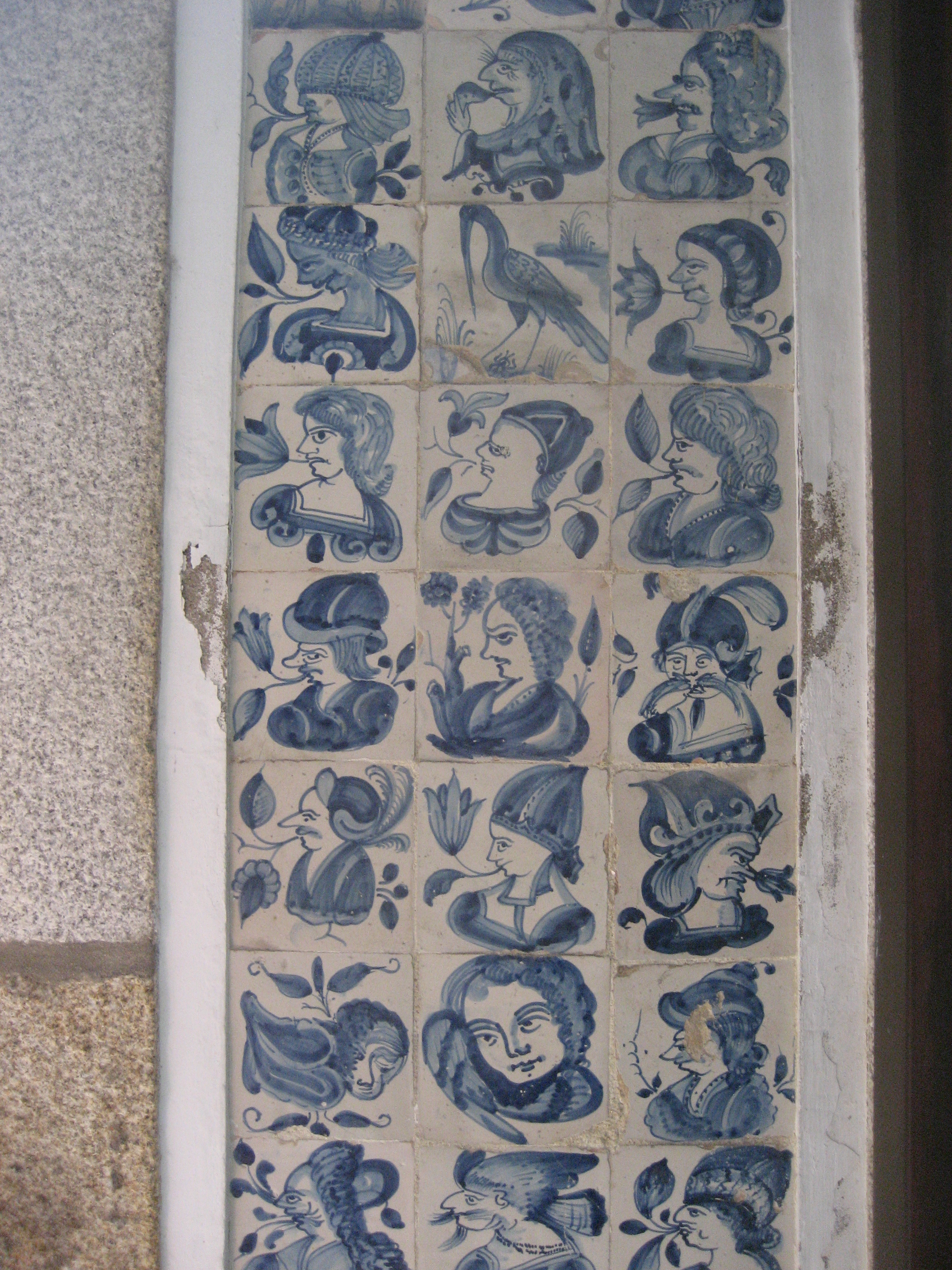
Azulejos
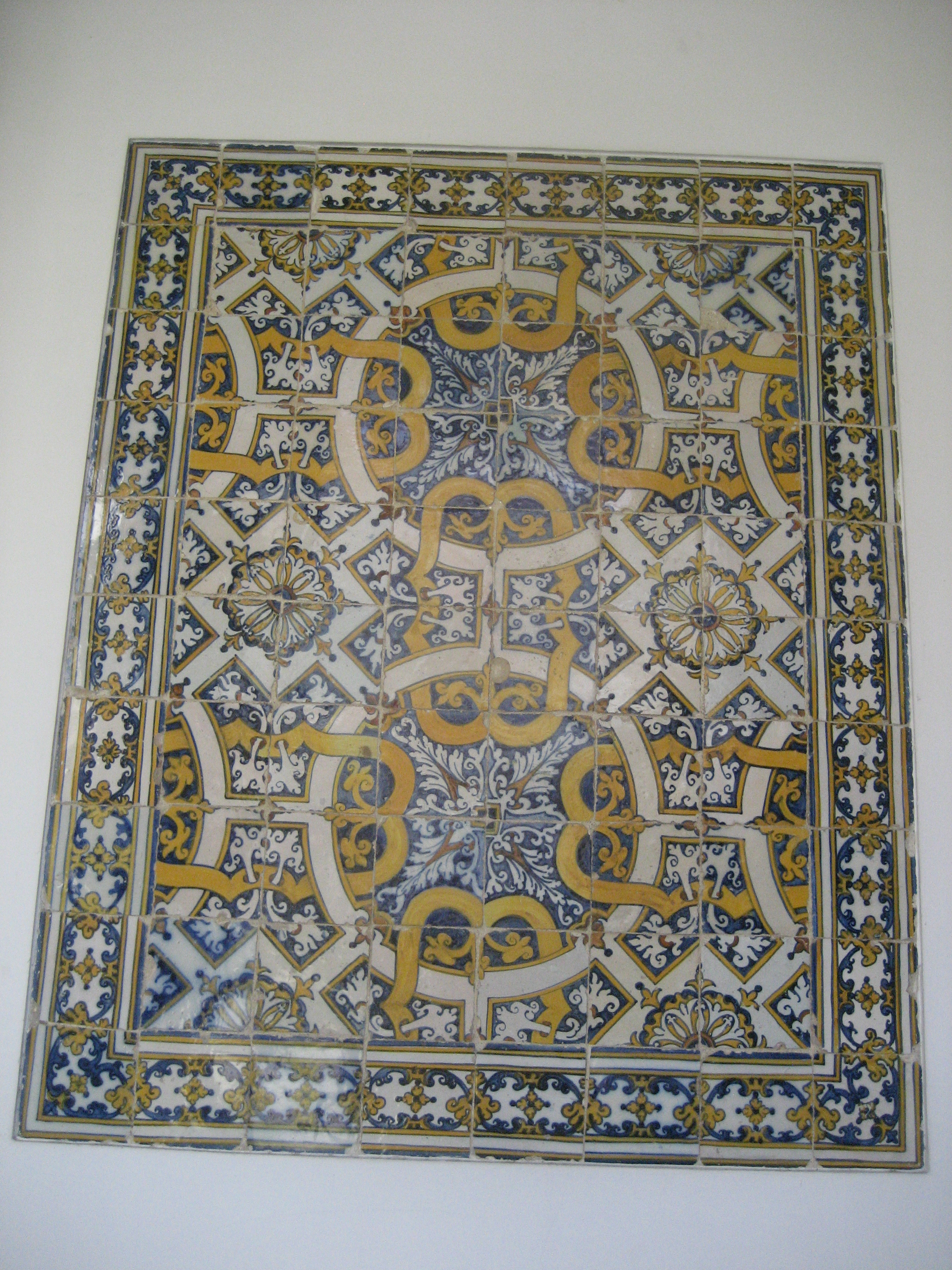